# Азербайджанська державна залізниця
Закрите акціонерне товариство «Азербайджанська залізниця» (азерб. “Azərbaycan Dəmir Yolları” Qapalı Səhmdar Cəmiyyəti, "ADY" QSC) — офіційне найменування залізниць Азербайджану, керівним органом якого є Управління Азербайджанської державної залізниці (азерб. Azәrbaycan Dövlәt Dәmir Yolu İdarəsi). Компанія створена влітку 2009 року на базі Азербайджанської державної залізниці, функціонально замінивши її.

## Технічні показники, інфраструктура, організація управління, структура
До 1991 року Азербайджанська залізниця організаційно складалася з трьох відділень (Бакинське, Гянджинське та Нахічеванське). Після здобуття Азербайджаном незалежності, й відокремлення його залізниць від структури МШС СРСР, було проведено реформи з організації структури: Так із трьох відділень, два (Бакинське і Гянджинське) ліквідовано й передані в пряме управління служби руху. З іншого боку замість раніше існуючих головних управлінь служб локомотивного, вагонного господарства, служби перевезень пасажирів, було створено виробничі об'єднання (ВО), до яких і перепідпорядковувалась інфраструктура, яка раніше належала службам. Так всі локомотивні депо, були введені у правовий склад ВО «Локомотив». Особливістю і позитивною властивістю даних реформ, служила ліквідація, існуючих раніше дублюючих одне одного органів.
- Загальна довжина залізниць — 2125 км[джерело?]

з них двоколійні — 800 км
розгорнута довжина — 2995 км
- Електрифіковано (=3 кВ) — 1278 км
- Обладнані автоматичним блокуванням — 1600 км.

## Рухомий склад
На Азербайджанській залізниці експлуатується рухомий склад наступних серій:
- електровози — ВЛ8, ВЛ23, ВЛ11м, ВЛ10у, Е4s. У експлуатації перебували електровози ВЛ22м;
- тепловози магістральні ТЕ3, 2М62, 2ТЕ10м/3ТЕ10м;
- тепловози маневрові ТЕМ2, ТЕМ2у, ТЕМ2ум, ЧМЕ3, ЧМЕ3т. Раніше експлуатувались ТЕМ1;
- електропоїзди ЕР2. Раніше експлуатувались Ср3.

## Проєкти

### Розвиток швидкістного руху

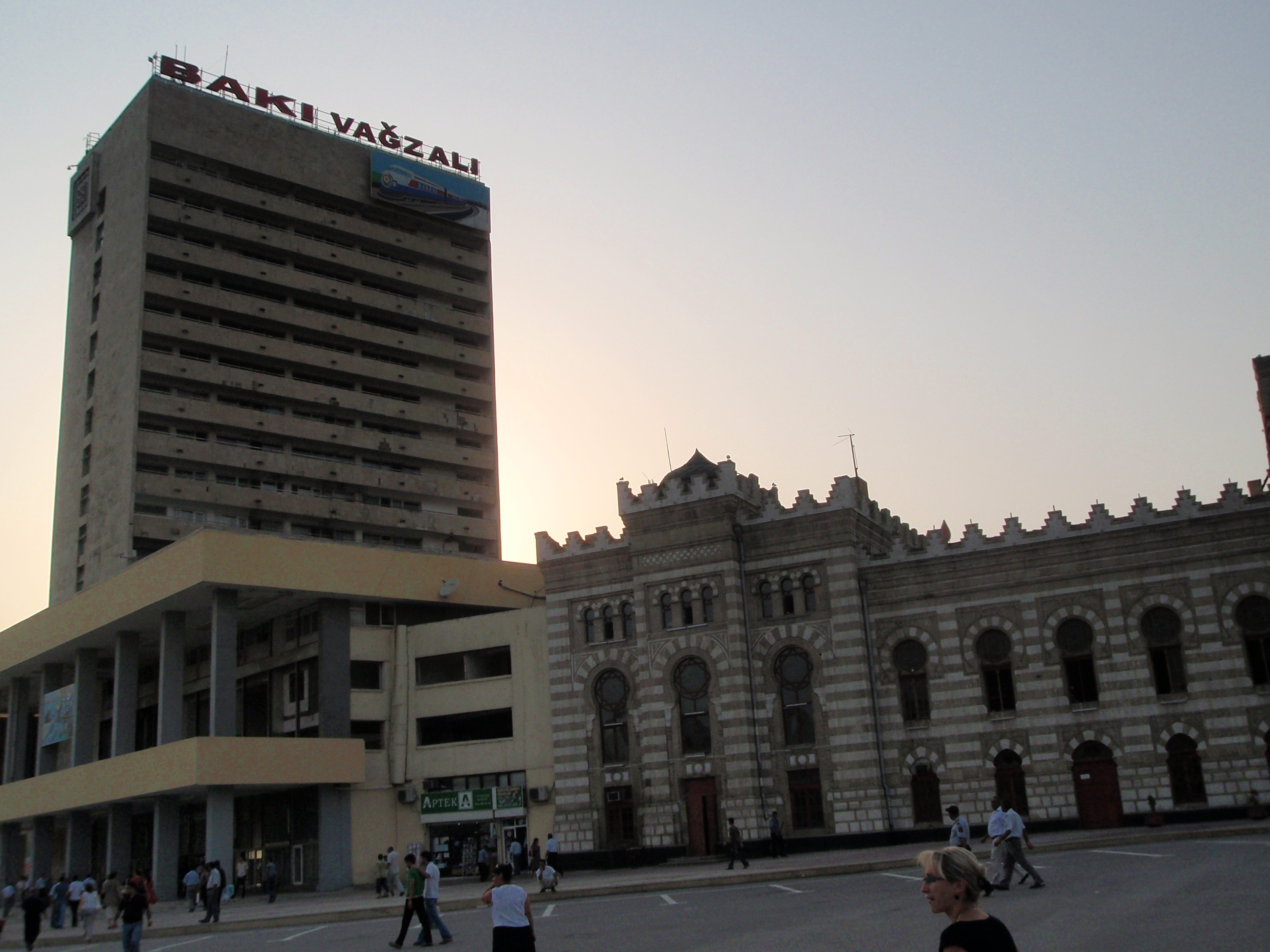
Залізничний вокзал Баку-Пасажирський

Проєктом передбачається створення швидкісного руху від Баку до Беюк-Кясика (на кордоні з Грузією) з перспективою створення спільного швидкісного коридору Азербайджан — Грузія — Туреччина. За підсумками міжнародного тендера, ТЕО проєкту проведено південнокорейськими компаніями, які й вибороли перемоги у тендері проєктування. Передбачається три вида виконання проєкту, будівництво окремої швидкісної лінії Баку — Беюк-Кясика, будівництво додаткових колій цього разу на вже існуючій лінії Баку — Беюк-Кясик, та модернізацію існуючої лінії Баку — Беюк-Кясик для швидкісного руху. Проєкту будівництва окремої лінії було відмовленно, як надмірно вартістним та нерентабельним. У результаті перемовин і консультувань, вибір найімовірніше впаде на третій варіант, що передбачає модернізацію існуючих залізниць для швидкісного руху. За цим проєктом, наявна швидкість пасажирських поїздів на лінії буде складати 120 км/год, згодом 160 км/год, й у остаточному підсумку понад 200 км/год. Проєктом передбачається розвиток швидкісного руху із залученням до нього залізниць Грузії і Туреччини, до створення єдиного міжнародного швидкісного коридору, з Кавказу до Європи. У далекій перспективі, зі збільшенням пасажирообігу, передбачається також збільшення швидкісті руху до 300 км/год, з будівництвом додаткової залізниці.

### ТРАСЕКА (транспортний коридорЄвропа—Кавказ—Азія)
У проєкті передбачається задіяти маршрут Баку — державний кордон Грузії, завдовжки 503 км.

### Баку— Тбілісі— Ахалкалакі— Карс
За цим проєктом повинні бути з'єднані залізниця Азербайджану із залізницями Грузії і Туреччини. У проєкті, здійснення якого почалося з 2007 року, має бути побудована залізниця від станції Ахалкалакі у країні, до залізничної станції у місті Карс. Приблизна вартість проєкту оцінюється у 800 млн доларів США, витрати взяли порівну Азербайджан, шляхом надання кредиту Грузії, і Туреччині. Азербайджан по мінімальної відсоткової ставці надав кредит Грузії для будівництва ділянки від Ахалкалакі до кордону з Туреччиною. За власний кошт Азербайджан проводить реконструкцію ділянки Марнеулі — Ахалкалакі. На початковій стадії залізницею планується перевозити до 10 млн т вантажів, з подальшим збільшенням вантажообігу до 25 млн т у найближчій перспективі. Проєкт є також частиною більш грандіозного проєкту із з'єднання залізниць Південного Кавказу з Європою через Туреччину. За програмою розвитку залізниць Туреччини, будується підводний залізничний тунель під протокою Босфор в Стамбулі, що забезпечить пряме сполучення із загальноєвропейською мережею залізниць. Також у контексті проєкту планується, будівництво залізниці з Карса в Нахічеваньську Автономну Республіку. В перспективі, з виконанням проєктів швидкісного сполучення, проєкт Баку — Тбілісі — Ахалкалакі — Карс стане частиною залізничного швидкісного коридору Європа — Кавказ — Азія.

### Північ— Південь
У 2000 році між Росією, Індією та Іраном було укладено угоду про міжнародний транспортний коридор «Північ — Південь». Азербайджан долучився до цього проєкту у 2005 році. Цей транспортний коридор є сукупністю транспортно-інформаційних магістралей від Індії і Оману через море, потім через Іран, Каспійський регіон, до Росії і в зворотному напрямку. За розрахунками експертів, пропускна здатність МТК «Північ — Південь» становитиме на початковому етапі до 10 млн тонн вантажів на рік.
Існує декілька маршрутів прямування вантажів за допомогою різних видів транспорту, так звана «західна гілка»: напрямок Астрахань — Махачкала — Самур, надалі територією Азербайджану з виходом до Ірану через прикордонне місто Астара. Або від Самура територіями Азербайджану й Вірменії із виходом до Ірану через прикордонну станцію Джульфа.
В Азербайджані проєкт передбачає будівництво прикордонного мосту Астара (Іран) — Астара (Азербайджан), прикордонної станції, 8,5 км колій, і навіть пункту зміни колісних пар і іншої інфраструктури в Азербайджані. На реалізацію проєкту Азербайджану потребує майже 21 млн доларів.